# Степановская коса
Степановская коса — ландшафтный заказник местного значения в границах Приазовского национального природного парка, расположенный на территории Приазовского района (Запорожская область, Украина). Заказник создан 13 сентября 1988 года. Площадь — 200 га. Управляющая организация заказника — Степановский сельсовет, Мелитопольский педагогический институт.

## История
Был создан решением Запорожского облисполкома от 13 сентября 1988 года №272. С созданием Приазовского национального природного парка 10 февраля 2010 года, согласно указу Президента Украины Виктора Ющенко, заказник находится в границах парка с сохранением своего статуса.

## Описание
Заказник создан с целью охраны, сохранения, возобновления и рационального использования природных комплексов северо-западного побережья Азовского моря.
Занимает восточный участок пересыпи, отделяющей Молочный лиман от Азовского моря, что юго-западнее села Степановка Первая.
Фотография Щита-указатель заказника